# Tarwin Lower
Tarwin Lower is een plaats in de Australische deelstaat Victoria en telt 115 inwoners (2006).